# Kostel svatého Michaela archanděla (Křemže)
Kostel svatého Michaela archanděla v Křemži, okres Český Krumlov, je farní kostel římskokatolické farnosti Křemže a součást kulturní památky České republiky s názvem „Kostel Archanděla Michaela s farou“. Fara se zahradou (obehnanou ohradní zdí) a se stodolou je umístěna v severozápadním rohu náměstí, severozápadně od hlavního vchodu do kostela.

## Historie
První písemná zmínka o kostele pochází z roku 1362, kostel je však starší. V roce 1470 byl přestavován. V roce 1557, kdy byla Křemže majetkem Jana Častolára z Dlouhé Vsi, byla rozšířena chrámová loď. V letech 1885 až 1887 byl kostel přestavěn s použitím románských a gotických slohových prvků; vzniklo trojlodí, klenuté kněžiště a sakristie byly ponechány původní.

## Zařízení
Zařízení kostela je pseudogotické. Dřevěná socha Panny Marie Bolestné pochází z poloviny 16. století (kněžiště). Krucifix z poloviny 18. století je umístěn v chrámové lodi. Cínová křtitelnice pochází z roku 1637. V kostele jsou renesanční a barokní náhrobníky, např. figurální náhrobník Jana Častolára z Dlouhé Vsi z roku 1560 (za hlavním oltářem).